# Warsaw Cup
Warsaw Cup – międzynarodowe zawody w łyżwiarstwie figurowym w kategorii seniorów, juniorów i juniorów młodszych (kat. Novice) rozgrywane w Polsce od 2001 r. Zawody odbywają się w Warszawie w hali Torwar II. Od sezonu 2014/15 rozgrywki w kategorii seniorów wchodzą w cykl zawodów Challenger Series organizowanych przez Międzynarodową Unię Łyżwiarską. W trakcie zawodów rozgrywane są w konkurencje solistów, solistek, par sportowych i tanecznych.

## Medaliści w kategorii seniorów
CS: Challenger Series

### Soliści
| Rok     | Złoto                                      | Srebro                                     | Brąz                                       | Źr.    |
| ------- | ------------------------------------------ | ------------------------------------------ | ------------------------------------------ | ------ |
| 2012    | Alexander Majorov                          | Misza Ge                                   | Maciej Cieplucha                           | [ 1 ]  |
| 2013    | Stéphane Walker                            | Jorik Hendrickx                            | Maciej Cieplucha                           | [ 2 ]  |
| 2014 CS | Aleksandr Pietrow                          | Michael Christian Martinez                 | Matteo Rizzo                               | [ 3 ]  |
| 2015 CS | Aleksandr Samarin                          | Anton Szulepow                             | Żan Busz                                   | [ 4 ]  |
| 2016 CS | Alexander Majorov                          | Dmitrij Alijew                             | Stéphane Walker                            | [ 5 ]  |
| 2017 CS | Matteo Rizzo                               | Stéphane Walker                            | Liam Firus                                 | [ 6 ]  |
| 2018    | Daniel Grassl                              | Chih-I Tsao                                | Andrew Dodds                               | [ 7 ]  |
| 2019 CS | Andriej Mozalow                            | Piotr Gumiennik                            | Lee June-hyoung                            | [ 8 ]  |
| 2020 CS | Zawody odwołano z powodu pandemii COVID-19 | Zawody odwołano z powodu pandemii COVID-19 | Zawody odwołano z powodu pandemii COVID-19 | [ 9 ]  |
| 2021 CS | Sōta Yamamoto                              | Daniel Grassl                              | Piotr Gumiennik                            | [ 10 ] |
| 2022 CS | Kévin Aymoz                                | Daniel Grassl                              | Lukas Britschgi                            | [ 11 ] |
| 2023 CS | Lukas Britschgi                            | Mark Gorodnitsky                           | Jason Brown                                | [ 12 ] |

### Solistki
| Rok     | Złoto                                      | Srebro                                     | Brąz                                       | Źr.    |
| ------- | ------------------------------------------ | ------------------------------------------ | ------------------------------------------ | ------ |
| 2012    | Isabelle Olsson                            | Natalja Popowa                             | Sandy Hoffmann                             | [ 1 ]  |
| 2013    | Agata Kryger                               | Camilla Gjersem                            | Jelizawieta Ukołowa                        | [ 13 ] |
| 2014 CS | Jelizawieta Tuktamyszewa                   | Anastasija Gałustian                       | Aleksandra Golovkina                       | [ 14 ] |
| 2015 CS | Jelizawieta Tuktamyszewa                   | Serafima Safanowicz                        | Anastasija Gałustian                       | [ 15 ] |
| 2016 CS | Nicole Schott                              | Kailani Craine                             | Aleksandra Awstrijska                      | [ 16 ] |
| 2017 CS | Sierafima Sachanowicz                      | Stanisława Konstantinowa                   | Courtney Hicks                             | [ 17 ] |
| 2018    | Anastasija Gulakowa                        | Kailani Craine                             | Elżbieta Gabryszak                         | [ 18 ] |
| 2019 CS | Jekatierina Kurakowa                       | Bradie Tennell                             | Jelizawieta Nugumanowa                     | [ 19 ] |
| 2020 CS | Zawody odwołano z powodu pandemii COVID-19 | Zawody odwołano z powodu pandemii COVID-19 | Zawody odwołano z powodu pandemii COVID-19 | [ 9 ]  |
| 2021 CS | Majia Chromych                             | Niina Petrokina                            | Jekatierina Kurakowa                       | [ 20 ] |
| 2022 CS | Jekatierina Kurakowa                       | Sarina Joos                                | Janna Jyrkinen                             | [ 21 ] |
| 2023 CS | Jekatierina Kurakowa                       | Anna Pezzetta                              | Elyn Lin-Gracey                            | [ 22 ] |

### Pary sportowe
| Rok                                              | Złoto                                           | Srebro                                  | Brąz                                     | Źr.    |
| ------------------------------------------------ | ----------------------------------------------- | --------------------------------------- | ---------------------------------------- | ------ |
| 2010                                             | Mari Vartmann / Aaron Van Cleave                | Katharina Gierok / Florian Just         | Alexandra Herbríková / Aleksandr Zabojew | [ 23 ] |
| 2011                                             | Anastasija Martiuszewa / Aleksiej Rogonow       | Lubow Bakirowa / Mikałaj Kamianczuk     | brak zawodników                          | [ 24 ] |
| 2012                                             | Jewgienija Tarasowa / Władimir Morozow          | Maryja Palakowa / Nikita Boczkow        | Aleksandra Gorowaja / Siergiej Dejnega   | [ 1 ]  |
| 2013                                             | Ksienija Stołbowa / Fiodor Klimow               | Lina Fiodorowa / Maksim Miroszkin       | Maryja Palakowa / Nikita Boczkow         | [ 25 ] |
| 2014 CS                                          | Lubow Iluszeczkina / Dylan Moscovitch           | Lina Fiodorowa / Maksim Miroszkin       | Valentina Marchei / Ondřej Hotárek       | [ 26 ] |
| 2015 CS                                          | Alona Sawczenko / Bruno Massot                  | Nicole Della Monica / Matteo Guarise    | Goda Butkutė / Nikita Jermołajew         | [ 27 ] |
| 2016 CS                                          | Valentina Marchei / Ondřej Hotárek              | Chelsea Liu / Brian Johnson             | Minerva Fabienne Hase / Nolan Seegert    | [ 28 ] |
| 2017 CS                                          | Valentina Marchei / Ondřej Hotárek              | Aleksandra Bojkowa / Dmitrij Kozłowskij | Minerva Fabienne Hase / Nolan Seegert    | [ 29 ] |
| Konkurencja nie została rozegrana w 2018 roku    |                                                 |                                         |                                          |        |
| 2019 CS                                          | Jessica Calalang / Brian Johnson                | Alina Piepielewa / Roman Pleszkow       | Justine Brasseur / Mark Bardej           | [ 30 ] |
| Konkurencja miała nie być rozgrywana w 2020 roku |                                                 |                                         |                                          |        |
| 2021 CS                                          | Jewgienija Tarasowa / Władimir Morozow          | Jessica Calalang / Brian Johnson        | Jasmina Kadyrowa / Iwan Balczenko        | [ 31 ] |
| 2022 CS                                          | Anastasija Gołubiewa / Hektor Giotopoulos Moore | Rebecca Ghilardi / Filippo Ambrosini    | Letizia Roscher / Luis Schuster          | [ 32 ] |
| 2023                                             | Anastasija Mietelkina / Łuka Bieruława          | Anastasia Vaipan-Law / Luke Digby       | Ioulia Chtchetinina / Michał Woźniak     | [ 33 ] |

### Pary taneczne
| Rok                                           | Złoto                                    | Srebro                                         | Brąz                                 | Źr.    |
| --------------------------------------------- | ---------------------------------------- | ---------------------------------------------- | ------------------------------------ | ------ |
| Konkurencja nie została rozegrana w 2013 roku |                                          |                                                |                                      |        |
| 2014 CS                                       | Federica Testa / Lukáš Csölley           | Ołeksandra Nazarowa / Maksym Nikitin           | Wang Shiyue / Liu Xinyu              | [ 34 ] |
| 2015 CS                                       | Charlène Guignard / Marco Fabbri         | Natalia Kaliszek / Maksym Spodyriew            | Cecilia Törn / Jussiville Partanen   | [ 35 ] |
| 2016 CS                                       | Jekatierina Bobrowa / Dmitrij Sołowjow   | Tiffany Zahorski / Jonathan Guerreiro          | Lucie Myslivečková / Lukáš Csölley   | [ 36 ] |
| 2017 CS                                       | Bietina Popowa / Siergiej Mozgow         | Lorraine McNamara / Quinn Carpenter            | Ołeksandra Nazarowa / Maksym Nikitin | [ 37 ] |
| 2018                                          | Tiffany Zahorski / Jonathan Guerreiro    | Natalia Kaliszek / Maksym Spodyriew            | Juulia Turkkila / Matthias Versluis  | [ 38 ] |
| 2019 CS                                       | Marie-Jade Lauriault / Romain Le Gac     | Ksienija Konkina / Pawieł Drozd                | Caroline Green / Michael Parsons     | [ 39 ] |
| 2020 CS                                       | Konkurencja miała nie być rozgrywana     | Konkurencja miała nie być rozgrywana           | Konkurencja miała nie być rozgrywana | [ 40 ] |
| 2021 CS                                       | Diana Davis / Gleb Smołkin               | Kana Muramoto / Daisuke Takahashi              | Caroline Green / Michael Parsons     | [ 41 ] |
| 2022 CS                                       | Loïcia Demougeot / Théo Le Mercier       | Jennifer Janse van Rensburg / Benjamin Steffan | Marie Dupayage / Thomas Nabais       | [ 42 ] |
| 2023 CS                                       | Jewgienija Łopariowa / Geoffrey Brissaud | Hannah Lim / Ye Quan                           | Marie Dupayage / Thomas Nabais       | [ 43 ] |